# Maria Rivière
Pour les articles homonymes, voir Rivière (homonymie).
Maria Rivière, née Scholastique Rivière à Caudéran le 12 mai 1844 et morte le 14 août 1918 à Conflans-Sainte-Honorine, est une chanteuse française. 
Elle est connue pour son duo avec son époux Théodore Bruet (1842-1932).

## Biographie
Elle est l'interprète d'une quarantaine de chansons de la fin du XIXe siècle sur des textes de Robert Planquette, Félix Baumaine, Frédéric Wachs, Paul Henrion ou Lucien Collin, entre autres. Après un succès en solo en particulier pour L'Eldorado auquel elle resta fidèle, elle forme un duo avec son mari où ils se spécialisent comme tyroliennistes. Le couple met fin à sa carrière en 1910 avec un dernier concert donné à La Scala. 